# 西山事件
西山事件（日语：／ Nishiyama jiken */?），又称冲绳密约事件或者外务省机密泄露事件，是指1972年日本社会党籍众议员横路孝弘披露了冲绳返还协定相關的外务省机密电报，进而牵扯出每日新闻社政治部记者西山太吉利用他和一名已婚外务省女官员的婚外恋关系获取机密信息，被控违反日本《国家公务员法》的案件。

## 概要
第3次佐藤内阁执政期间，日本政府与美国尼克松政府签订了《冲绳返还协定》，作为对冲绳岛部分被占領土地的恢复原状补偿费，美国政府承诺向土地所有人支付400万美元。但美日政府间达成秘密协定，约定上述费用由日本政府实际负担。这一敏感的信息被每日新闻社政治部记者西山获知，并提供给了日本社会党议员。
这一秘密协定的公开在日本国内引起了轩然大波，日本政府却矢口否认。同时，日本警方和东京地方检察厅特别搜查部以西山记者为获取独家消息而接近掌握着机密信息的外务省已婚女官员莲见喜久子，并与其保持不正当性关系为由，分别以“泄密罪”和“教唆罪”起诉莲见和西山。而极力主张报道自由维护西山的每日新闻社，也因该事件涉及的不伦之恋而受到了公众的批判，《每日新闻》销量一落千丈，在1977年更曾一度瀕臨倒閉。
在案件的审判中，公诉方主张的案由是“泄露国家机密”，始终将焦点集中在记者获取机密资料的手段正当性这一问题点，避而不谈秘密协定是否真正存在。而西山被逮捕之后，虽然案件被社会大众广为关注，但对于秘密协定真相的追查反而逐渐降温。此外，西山未将取材获得的信息付诸公开报道而交给国会议员用作向政府追责的材料，以及对信息来源的保密不善导致情报提供人被逮捕，在新闻记者的职业道德方面也引起了很大的争议。

## 案件经过

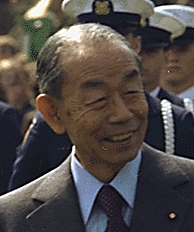
时任日本大藏大臣的福田赳夫

1971年，时值日本第3次佐藤内阁执政期间，日美两国缔结冲绳返还协定。西山通过与外务省女官员用餐时灌醉对方，并与之发生性关系后，使后者成为自己的情妇。西山通过这一渠道获知了日美政府间存在着秘密约定，“美国政府向冲绳土地所有人支付的400万美元土地恢复原状费用，由日本政府秘密补偿给美国。”，并指使情妇窃取外务省绝密电报的复印件。该电报内容为日本大藏大臣福田赳夫与美国财政部长戴维·M·肯尼迪之间的会谈内容。当时的冲绳归还谈判主要是在日本外务大臣爱知揆一与美国国务卿罗杰斯之间进行的，但有关费用的补偿等细节问题是由福田与肯尼迪负责的。为了避人耳目，福田与肯尼迪在弗吉尼亚州举行秘密会谈，双方达成的结果是：作为接收美军的设施以及对二战后美国对日经济援助的感谢，日方向美国支付3000万美元。而西山获知的400万美元费用就是其中的一部分。
1972年，日本社会党议员横路孝弘与楢崎弥之助将西山提供的外务省绝密电报的复印件在国会上公开，并向政府发难。这立即引起了舆论的极大反响，导致日本政府受到了社会的强烈谴责。日本政府一方面承认了外务省绝密电报文件的真实性，但否认了日美间存在秘密协定。同时，政府内部开始严厉追查泄密途径。佐藤首相在获知西山与女官员之间的情人关系后，决定给予严厉懲罰。4月4日，警方以西山与女官员泄露外务省绝密文件为由，逮捕两人，并提交检察机关起诉。
最初各家新闻媒体都对日本政府压制言论自由的行径强烈反对，纷纷支持西山。但佐藤决定抓住西山不伦之恋这一弱点进行反击，并在4月8日的参议院预算委员会会议上表示“国家有国家的秘密，非常有必要制定一部《机密保护法》。”之后，《周刊新潮》报道了西山的桃色新闻，另外当时的东京地方检察院特搜部检察官佐藤道夫提交的公诉状上也提到“男女双方暗自偷情，并对此加以利用”这一点，自此舆论一片哗然。公诉状提交当天，每日新闻社在晚报上刊登《本社意见及道歉》，声明“利用男女双方的关系，对作为国民知情权前提的新闻采访加以限制，并企图以此束缚新闻自由，这是偷换问题的做法。我们一方面为西山记者的个人行为表示歉意，同时再次主张不应忽视本次事件的本质问题，这一点我们的态度没有变化！”，但实际上每日新闻社在之后放弃了对冲绳密约的追查。
此后，《周刊新潮》杂志以《机密泄露事件——美丽日本的丑陋日本人》为题，展开大规模的新闻批判，其他女性主题杂志和电视台专题节目等也连续批判西山身为有妇之夫仍利用肉体关系获取机密信息的做法，舆论基调转为对西山两人的批评。同时，法院也始终围绕着男女关系和机密资料的获取方法等问题进行审理。

## 审判
审判中，女被告全面承认了公诉人提出的罪行，同时也主张受到了教唆，希望西山也被判有罪。社会党及市川房枝提出向她提供援助，帮助她作无罪辩护，但遭到了女被告的拒绝，这一点也被公诉方视为有悔改的表现。而西山及其辩护人则将重点放在秘密条约的重要性及报道自由这一点上，基本上避免谈及男女关系。与此相对，公诉方特意不提供与本案事实有直接关联的书面文件，却把焦点集中在女外交官受到西山教唆这一点来展开辩论。公诉方的证人在作证过程中，对于密约相关的问题一概表示“没有印象”或者“有保密义务”而不作正面回答。而在女外交官的证言中，西山虽对她说过“绝对不会给你或外务省带来麻烦”但最终却出尔反尔，而且在她失去利用价值后态度发生明显变化而不再保持情人关系，这些证言都使得西山的人格和品性遭到了怀疑。对于男女关系，西山一方没有积极地加以否认，但在1973年10月12日的最终辩论中，西山的辩护人高木一律师主张双方之间是平等的男女情感关系，并不存在西山单方面利用女性感情的事实。另外，杂志的报道中还提到，西山曾多次对女被告说过“你老公就是吃软饭的没用男人”，因此导致其丈夫大怒，并坚定了离婚的决心。实际上西山并没有说过“吃软饭”或者类似的话，但西山一方特意避免在法庭以外发表观点，结果导致媒体上全是一边倒地传播女被告夫妇的主张。另一方面，大岛渚在两人被逮捕后的1972年4月14日的《每日夕刊》上写道：“我们不应回到言论自由这种抽象的问题上去。也不应该被佐藤首相的本能反应所左右。到底佐藤内阁对我们作了什么？这才是问题！国民的知情权是不言自明的。我们要不停揭发一个又一个的绝密资料！这个时代，我们就要让所有日本人都看到被揭露的绝密资料！（以下略）”。

### 一审・二审
本案一审判決：西山无罪、女外交官有期徒刑一年（缓期一年执行）。对该判决，女外交官未提出上诉，但这一点恰恰剥去了社会舆论对她的同情和对西山的批评。一审判决后，西山丢掉了报社的工作，而其他主要媒体也对密约问题不再关注，社会舆论不再关心日本政府关于冲绳密约的责任。而女被告夫妇因此离婚，两人分别在媒体上持续对西山进行攻击。
在二审中，公诉方主张，国家机关对秘密的决策和保守是行政机关的权利和义务，而新闻报道自由也应受到限制，国家公务员法中规定的保密义务也应适用于非公职人员。另外，对于报道自由是否意味着采访取材方式不受任何限制这一点，控辩双方仍激烈争论。最终二审判决：判处西山有期徒刑四个月（缓期一年执行），判处女外交官有期徒刑六个月（缓期一年执行）。

### 最高裁判所判决
对二审判决，双方仍然不服，向日本最高裁判所提起上诉。终审判决认为：“从一开始为了获取秘密文件，记者与女性公务员保持肉体关系，从而使该女性无法拒绝记者的要求。被告利用女性的这一心理状态唆使后者将秘密文件携带出保管场所，这种取材行为伤害了取材对象的人格，超出了正当的取材活动的范围。……虽说是新闻报道机构，但并没有在取材中非法侵犯他人权利和自由的特权。”，确定了西山的取材行为的违法性。此外，一审判决后，西山就从每日新闻社离职，在老家继承父业。

## 后续影响
本案结束后，西山所属的每日新闻社，也因为西山的性丑闻遭到了读者的抵制，发行量急剧减少，在与其他报社的竞争中明显处于劣势。加之当年的石油危机带来的广告收入锐减，报社终于在1977年宣告破产。与此相对的是，批评西山一方的周刊新潮却因此知名度大增，受到了读者的表扬和鼓励。对这一成功，该杂志社的龟井编辑作出了否定的评价：“这次事件后我们得到的经验就是利用舆论的“恐怖主义”来达到商业目的。”。
自该案后，各大报社的政治部不再愿意积极地揭发披露国家秘密相关的新闻题材（报道利库路德事件的并不是政治部，而是社会部）。

## 美国官方档案公开之后
作为冲绳归还协议中秘密协定的另一方当事人，美国政府根据其解密制度，公开了能够证明密约存在的档案。尽管美国国家档案和记录管理局已允许公众查阅相关档案，但日本政府（自民党执政）直到2010年仍矢口否认档案的存在。
2005年4月25日，西山以“明知存在密约仍被非法起诉”为由，向日本政府提起了国家赔偿诉讼。2007年3月27日东京地方裁判所的加藤谦一审判长在判决中，以“本案已超过损害赔偿请求的20年除斥期间，故原告丧失了请求权。”为由，驳回了西山的诉讼请求。另外该判决完全没有提及秘密条约的存在与否。
对此，原告方对判决不服，认为“2000年美国官方档案公开后才能证明密约的存在，从这一时点起，原告才能够提起诉讼。由于档案需要经过25年才公开，因此法院以20年的除斥期间为由否定原告的请求权的论点是错误的。”，向上级法院提起了上诉。同时，原告申请传唤承认密约存在的时任外务省美国局（現外務省北美局）局长吉野文六出庭作证，但东京高等裁判所认为没有必要，驳回了该举证申请。
2008年2月20日，东京高裁（大坪丘担任审判长）也主张“20年的除斥期间导致请求权消灭”，维持了一审判决。该判决中也没有提到密约的有无。宣判后西山在记者会上表示，“日本的司法机关已经完全被行政机关所掌控。日本已经丧失了一个法治国家的基础要件”。
此后，原告方虽然继续上诉至日本最高裁判所，但2008年9月2日最高裁第三小法庭（藤田宙靖为审判长）同样驳回了上诉，至此，西山提起的国家赔偿诉讼以西山一方的败诉而告终。
2008年9月，支持西山的记者同行向财务省和外务省要求外交文书的信息公开化，但在10月2日得到了“不存在相关信息”的答复。对此，西山一方再次提起诉讼。2010年4月，一审法院判决被告方公开档案和赔偿损失。
此外，美国已经公开的档案显示，400万美元中的300万并没有支付给土地所有权人，而是被挪用至美军经费等用途，而日本总共秘密支付给美国1亿8700万美元。另外还发现了日本政府曾要求美国对西山一方严守秘密的档案文件。
2009年9月16日，民主党鳩山由紀夫内閣成立。担任外务大臣的冈田克也命令外务省彻底公开信息，全面调查并公布秘密条约的相关资料。为此特别设立的调查委员会在2010年3月承认了密约及类似文件的存在。同年五月，冈田外相也规定超过30年以上的官方档案应当全部公开这一原则。

## 本案大事记

### 佐藤尼克松共同声明～最高裁判判决
- 1969年11月21日 - 佐藤尼克松共同声明承诺“无核化”的冲绳归还
- 1971年5月18日前后 - 西山邀请女性A进餐，并强行与该女性发生了性关系（根据最高裁判所判决原文。“A”的部分实际采用了真名）[16]。
- 1971年5月22日后 – 西山与该女性再次发生性关系后，立即要求她拿出秘密文件。该女性同意后，西山通过电话催促其下决心实施。此后西山继续与女方保持肉体关系，利用女方难以拒绝其要求的心理，迫使该女性十几次将秘密文书带出其办公场所（最高裁判所判决原文）[16]
- 1971年6月11日 - 西山在报刊上发表署名文章，隐晦地提及了密约的存在（但并没有将最核心的内容付诸笔端）
- 1971年6月 - 福田赳夫外務大臣在国会答辩中，表明“与美国之间根本不存在暗中的交易”。
- 1971年6月17日 – 日美签订冲绳归还协定。
- 1971年6月28日 - 西山赴美。“因冲绳归还协定已签订，没有继续取材的必要，因此同月28日西山赴美直至8月上旬。回国后他对女性A的态度急剧变化，形同陌路，也不再与她保持不正当关系”（最高裁判所判决原文）[16]
- 1971年11月17日 – 众议院冲绳返还协定特别委员会强行表决通过。
- 1972年3月27日 - 众议院预算委员会上，社会党议员横路孝弘、楢崎弥之助公开了与政府说明相矛盾的外务省绝密电文，要求查清是否存在秘密条约。
- 1972年3月30日 – 外务省的内部调查中，女性事务官承认将机密电报泄露给西山。
- 1972年4月4日 – 西山与女性事务官因违反《国家公务员法》第111条（教唆泄密罪）被逮捕。
- 1972年4月5日 - 毎日新闻在日报上主张新闻取材的合法性，声援西山。多家报纸发表评论声援。
- 1972年4月15日 – 东京地方检察庁检察官佐藤道夫在起诉状中记述了西山与女性事务官的男女关系。当天的毎日新闻晚报上刊登了《本社见解及道歉》。
- 1972年5月15日 – 时隔26年后，冲绳主权回归日本。
- 1972年6月 - 佐藤荣作首相在离职时与内阁记者团冲突。7月内阁总辞职。
- 1974年1月30日 - 一审判決。女被告被判处6个月监禁（缓刑1年），西山无罪。西山从每日新闻社离职。
- 1974年12月 - 佐藤荣作获诺贝尔和平奖
- 1976年7月20日 - 二审判決。西山被判处4个月监禁（缓刑1年）。西山向日本最高法院上诉。
- 1978年5月30日 – 日本最高裁判所驳回西山的上诉。终审判决西山罪名成立。

## 电影电视文学
- NHK综合频道
  - NHK特别节目1995年10月7日播出
  - 2010年4月10日播出
- TBS电视台
  - 《命運之人》（山崎丰子以西山事件为素材创作的小说，在2012年1月起改编成电视连续剧播出）
- 朝日电视台
  - 20周年台慶纪念电视连续剧《密約：外務省機密漏洩事件》(1978年)[17]。1988年影院公映版。原著为泽地久枝的报告文学。
  - 特别节目2006年12月10日放送
  - 2008年8月24日放送
- 第256回 嘉宾：西山太吉　2006年2月23日
- ：弘兼憲史的政治漫畫，其中一卷有情節與西山事件十分相似，只是洩露的電報與沖繩問題無關。
- 憂國的拉斯普金（日语：憂国のラスプーチン）：由日本前外交官佐藤優（日语：佐藤優）原作、劇本由長期為浦澤直樹懸疑漫畫任劇作的長崎尚志執筆，伊藤潤二首次繪畫恐怖漫畫以外的作品，內容主要描述日俄關係和北方四島（南千島群島）問題。

## 脚注
1. ↑  最初约定美国有付款义务，但遭到了美国国会的反对。
2. ↑  福田赳夫. . 岩波書店. : pp. 182–185. ISBN 9784000028165.
3. ↑  西山在复印绝密文件时没有妥善隐匿文件来源，导致女官员这一信息来源迅速被发现。
4. ↑  当时西山的直接领导（政治部主管）后来成为知名的政治评论家三宅久之。
5. ↑  但是，西山的辩护人对女被告的交叉询问中，律师问道：“你们双方的关系破裂，据说是在9月14日到15日左右，这是真的吗？”，女被告回答：“我记得应该是在更早些时候，但可能是我的记忆不准确。”
6. ↑  《周刊新潮》1974年2月7日号、女性事務官「私の告白」。另外，2月15日号、2月20日号、3月22日号的报道中，女被告的丈夫都提到了这一点。
7. ↑  作为例外，西山一方的证人渡边恒雄在杂志刊登了署名文章《作为“西山事件”的证人…渡辺恒雄/佚名“圣女”说中看到的理论矛盾》（《周刊读卖》1974年2月16日号）。
8. ↑  . 特别节目. 朝日电视台. 2006-12-10  [2010-01-24]. （原始内容存档于2009-05-18）.
9. 1 2   (PDF). 2010-01-24.[永久]
10. ↑  亀井 週刊新潮「50年」と沖縄密約報道 （页面存档备份，存于）
11. ↑  日隅一雄; 共同著作者. . 情報流通促進計画. 2008-08-23  [2008-08-23]. （原始内容存档于2016-08-05）.
12. ↑  . 時事通信社. 2008-09-02  [2008-09-06].[]
13. ↑  . . 2008-09-03  [2008-09-03]. （原始内容存档于2009-05-19）.
14. ↑  . 琉球新報. 2008-10-04  [2010-01-24]. （原始内容存档于2009-07-23）.
15. ↑  . . 朝日电视台. 2008-08-24  [2010-01-24]. （原始内容存档于2009-05-18）.
16. 1 2 3  最高裁・高裁判決理由文による。
17. ↑  Mitsuyaku: Gaimushô kimitsu rôei jiken （页面存档备份，存于） (Internet Movie Database)